# Rita Ossai
Rita Ossai (* 12. Oktober 1994 in Benin City) ist eine nigerianische Hürdenläuferin, die sich auf die 400-Meter-Distanz spezialisiert hat.

## Sportliche Laufbahn
Erste internationale Erfahrungen sammelte Rita Ossai bei den Jugendweltmeisterschaften 2011 nahe Lille, bei denen sie im 400-Meter-Lauf mit 54,02 s im Halbfinale ausschied und mit der nigerianischen Sprintstaffel (1000 Meter) in 2:06,26 min Rang vier belegte. 2013 siegte sie bei den Juniorenafrikameisterschaften in Réduit in 3:37,9 min mit der nigerianischen 4-mal-400-Meter-Staffel und gewann über 400 Meter in 53,84 s die Silbermedaille hinter ihrer Landsfrau Ada Benjamin. Bei den IAAF World Relays 2015 auf den Bahamas schied sie mit 3:32,16 min in der Vorrunde aus und bei den Afrikaspielen in Brazzaville wurde sie mit der Staffel wegen eines Dopingvergehens einer ihrer Mitstreiterinnen disqualifiziert. 2017 gewann sie bei den Islamic Solidarity Games in Baku sowohl mit der 4-mal-100-Meter- als auch mit der 4-mal-400-Meter-Staffel die Silbermedaille und wurde im Hürdenlauf in 58,65 s Fünfte. 2018 nahm sie erstmals an den Commonwealth Games im australischen Gold Coast teil und schied dort im Vorlauf aus. Im August belegte sie bei den Afrikameisterschaften im heimischen Asaba in 59,11 s den vierten Platz. 
2019 nahm sie erneut an den Afrikaspielen in Rabat teil und schied dort mit 60,36 s im Vorlauf aus.
2017 wurde Ossai nigerianische Meisterin im 400-Meter-Hürdenlauf.

## Bestleistungen
- 400 Meter: 52,43 s, 20. Juni 2013 in Calabar
- 400 m Hürden: 57,31 s, 16. Juni 2016 in Sofia